# Liste des stations balnéaires portugaises
Voici une liste non exhaustive des côtes portugaises, ainsi que des principales cités balnéaires.

## Portugalcontinental
Du nord au sud.

### Côte de laRégion Nord (Portugal)
- Caminha
- Cantanhede
- Espinho
- Esposende
- Figueira da Foz
- Ílhavo
- Macedo de Cavaleiros
- Mira
- Ovar
- Pombal
- Póvoa de Varzim
- Vagos
- Viana do Castelo
- Vila do Conde
- Vila Nova de Gaia

### Côte de laRégion Centre
- Alcobaça
- Almada
- Caldas da Rainha
- Leiria
- Óbidos
- Sesimbra

- Peniche
- Lourinhã
- Torres Vedras
- Ericeira
- Mafra
- Sintra
- Cascais
- Oeiras

### Côte de laRégion de Lisbonne
- Lisbonne
- Estoril

### Côte de l'Alentejo
- Grândola
- Santiago do Cacém
- Sines
- Odemira

### Côte d'Algarve
- Castro Marim ?
- Monte Gordo ?
- Rogil
- Aljezur
- Vila do Bispo
- Sagres
- Lagos
- Portimão
- Lagoa
- Albufeira
- Quarteira
- Loulé
- Faro
- Olhão
- Tavira
- Conceição
- Vila Real de Santo António

## Côte deMadère
- Calheta
- Funchal
- Machico
- Ponta do Sol
- Porto Moniz
- Porto Santo
- Ribeira Brava
- Santa Cruz
- Santana

## Côte desAçores
- Angra do Heroísmo
- Horta
- Lagoa
- Ponta Delgada
- Povoação
- Ribeira Grande
- Vila do Porto
- Vila Franca do Campo